# Lambda Columbae
Désignations
Lambda Columbae (en abrégé λ Col) est une étoile binaire probable de la constellation australe de la Colombe. Elle est visible à l'œil nu avec une magnitude apparente de 4,87. Le système présente une parallaxe annuelle mesurée par le satellite Gaia de 9,47 ± 0,09 mas, ce qui permet d'en déduire qu'il est distant de 105,64 ± 1,01 pc (∼345 al) de la Terre. Il s'éloigne à une vitesse radiale héliocentrique de 30 km/s.
Lambda Columbae est une étoile bleu-blanc de la séquence principale de type spectral B5 V. C'est une variable ellipsoïdale suspectée avec une période de 0,64 jour et une amplitude de 0,07 magnitude. Une confirmation indiquerait qu'il s'agit d'un système binaire rapproché. Son âge est estimé à 57 millions d'années.
λ Columbae, latinisé Lambda Columbae, est la désignation de Bayer de l'étoile. En astronomie chinoise traditionnelle, elle fait partie de l'astérisme Zi (en chinois 子, Zǐ, signifiant « Fils »), qui comprend également β Columbae. λ Columbae elle-même est par suite connue comme 子一 (Zǐ yī), la « première (étoile) de Zi ». À partir de cette désignation, Allen en a dérivé le nom de Tsze.